# 모용납
모용납(慕容納, ? ~ ?)은 중국 오호십육국 시대 전연(前燕)의 황제인 모용황(慕容皝)의 아들이자 남연(南燕)의 황제인 모용초(慕容超)의 아버지이다.

## 생애
전연(前燕) 시절 북해왕(北海王)으로 봉해졌으며, 370년 전진(前秦)의 부견(苻堅)이 업(鄴)을 함락시켜 전연이 멸망하자 전진을 섬겨 광무태수(廣武太守)로 임명되었으나 몇 년 뒤 관직에서 물러났다. 이후 동생인 모용덕(慕容德)과 함께 온 가족을 이끌고 장액(張掖)으로 이주했으며, 부견이 동진(東晉)을 공격하자 모용덕은 이를 따라 종군하였다. 그 뒤 383년 비수 대전에서 전진이 패배해 국력이 쇠락하자 모용덕과 형인 모용수(慕容垂)는 산동(山東)에서 후연(後燕)을 건립하였고, 이에 장액태수(張掖太守) 부창(苻昌)이 장액에 거주하던 모용납과 모용덕의 일족들을 죽였으나 모용납의 부인인 단씨(段氏)는 임신 중이었던 관계로 처형되지 않고 감옥에 갇혀 있다 탈출해 모용초(慕容超)를 낳았다.
이후 업에서 주둔하던 모용덕이 북위(北魏)의 침공으로 근거지를 활태(滑台)로 옮긴 뒤 400년 남연(南燕)을 건국하고 제위에 올랐으며, 모용초는 단신으로 모용덕을 찾아간 뒤 모용덕이 어머니에게 증표로 남겨둔 금으로 만든 칼을 보여주어 모용납의 조카인 것을 인정받았다. 그 뒤 모용덕이 사망하자 일족이 살해되어 후사가 없었던 관계로 모용초가 그 뒤를 이었으며, 모용납은 목황제(穆皇帝)로 추증되었다.